# Reginaldo
Reginaldo Ferreira da Silva (Jundiaí, Brasil, 31 de julio de 1983), futbolista brasileño. Juega de extremo.

## Trayectoria
Comenzó su carrera en el año 2001 jugando en el Treviso FBC, que por aquel entonces participaba en la Serie C1. En el 2003 sube a la Serie B y en el 2005 logró el ansiado ascenso a la Serie A. Sin embargo, la estancia del Treviso FBC en la máxima categoría del fútbol italiano fue muy corta pues en la temporada 2005/06 el equipo terminó último (aunque oficialmente terminó 19.º tras el Escándalo Calciopoli 2006) y descendió. Entonces Reginaldo decidió cambiar de aires y fichó por la ACF Fiorentina, en la cual jugó 27 partidos y anotó 6 goles. Un año más tarde es fichado por el FC Parma. Con este club, al igual que con el Treviso, perdió la categoría en la temporada 2007/08. Sin embargo, fue uno de los artífices para que el equipo lograra el ascenso la campaña siguiente. En el 2009 es contratado por el  AC Siena.

## Clubes
| Club                | País   | Año       |
| ------------------- | ------ | --------- |
| Treviso FBC         | Italia | 2001-2005 |
| Udinese             | Italia | 2005-2006 |
| Treviso FBC         | Italia | 2005-2006 |
| ACF Fiorentina      | Italia | 2006-2007 |
| Parma FC            | Italia | 2007-2009 |
| AC Siena            | Italia | 2009-2013 |
| JEF United (cedido) | Japón  | 2012      |
| Vasco da Gama       | Brasil | 2013-2014 |
| Paganese            | Italia | 2016-2017 |
| Trapani             | Italia | 2017-2018 |
| Pro Vercelli        | Italia | 2018      |
| SS Monza            | Italia | 2018-2019 |
| Reggina 1914        | Italia | 2019-2020 |
| Catania             | Italia | 2020-2021 |
| AZ Picerno          | Italia | 2021-2023 |
| Real Casalnuovo     | Italia | 2023-2024 |